# The Corporal's Daughter
The Corporal's Daughter è un cortometraggio muto del 1915 diretto da Will Louis.

## Produzione
Il film, che fu prodotto dalla Edison Company, venne girato nel New Jersey.

## Distribuzione
Distribuito dalla General Film Company, il film - un cortometraggio in una bobina - uscì nelle sale cinematografiche degli Stati Uniti il 19 giugno 1915.